# Ascari A10
Ascari A10 är en bil producerad av det brittiska företaget Ascari som utformades av den nederländska miljardären Klaas Zwart. Bilen är skapad för privatmarknaden men är en utveckling av racingbilen KZ1-R GT som bland annat tävlar i Spanish GT Championship. Både KZ1 och A10 har formgivits av Paul Brown. A10 är den tredje bilen som producerats av företaget efter Ecosse och KZ1, där namnet A10 var avsedd att fira företagets tioårsdag.